# Gloria S. Borders
Gloria S. Borders (geb. vor 1980) ist eine US-amerikanische Tontechnikerin.

## Leben
Borders begann ihre Karriere Anfang der 1980er Jahre. Sie arbeitete lange für Skywalker Sound, wo sie unter anderem an Die Rückkehr der Jedi-Ritter und Indiana Jones und der Tempel des Todes sowie den Fernsehfilmen Die Ewoks – Karawane der Tapferen und Kampf um Endor mitwirkte. 1992 war sie nach Cecelia Hall die zweite Frau, die den Oscar in der Kategorie Bester Tonschnitt gewinnen konnte. Sie erhielt die Auszeichnung für Terminator 2 – Tag der Abrechnung gemeinsam mit Gary Rydstrom. Ein zweites Mal für den Oscar nominiert war sie 1995 für Forrest Gump. Bei Skywalker Sound stieg sie später zum Vice President und General Manager auf. 2000 wechselte sie zu Revolution Studios, wo sie der Postproduktion vor stand. 2006 übernahm sie die Leitung bei PDI/Dreamworks.

## Filmografie (Auswahl)
- 1983: Die Rückkehr der Jedi-Ritter (Return of the Jedi)
- 1984: Indiana Jones und der Tempel des Todes (Indiana Jones and the Temple of Doom)
- 1986: Howard – Ein tierischer Held (Howard the Duck)
- 1988: Der Couch-Trip (The Couch Trip)
- 1989: Miss Daisy und ihr Chauffeur (Driving Miss Daisy)
- 1990: Der Pate III (The Godfather Part III)
- 1991: Terminator 2 – Tag der Abrechnung (Terminator 2: Judgment Day)
- 1992: Toys
- 1994: Forrest Gump
- 2000: Titan A.E.

## Auszeichnungen
- 1992: Oscar in der Kategorie Bester Tonschnitt für Terminator 2
- 1995: Oscar-Nominierung in der Kategorie Bester Tonschnitt für Forrest Gump